# كشافة أستراليا
كشافة أستراليا، رسميا جمعية كشافة أستراليا، هو أكبر منظمة كشفية في أستراليا. تعمل برامج للأطفال والشباب البالغين من العمر 6-26 سنة في أستراليا والأراضي الأسترالية. تشكلت كشافة أستراليا في عام 1958، وهي جزء من الحركة الكشفية العالمية وأحد الدول الأعضاء في المنظمة العالمية للحركة الكشفية. تم فتح برامج الكشافة في أستراليا للفتيات فيما بعد عام 1971. [بحاجة لمصدر]
على الرغم من فتح المشاركة للفتيات والأطفال الصغار في أستراليا إلا أن ارتفاع معدل النمو السكاني أعلى بكثير من المتوسط العالمي، والمشاركة في برامج المنظمة في الانخفاض. وفقا لمقال نشر في عام 2014 لوسائل الإعلام: «إن كشافة أستراليا تأمل [إلى] السيطرة على الإنخفاض في عضويتها ففي عام 1979 كان منسوبي الكشافة 114500 من الأعضاء الشباب، واليوم هناك حوالي 52،000 من منسوبي الكشافة.» وفقا لبعض التقارير السنوية للعضوية الخاصة لكشافة أستراليا  انخفضت منسوبي الكشافة من 84502 إلى 2126 مجموعة في عام 2001 وإنخفض منسوبي الكشافة من 63200 إلى 1836 مجموعة في عام 2005 وفي عام 2012 كان هناك حوالي 49181 كشاف شاب، وحوالي 2587 من جوالة من الشباب البالغين والقادة وموظفين الدعم حوالي 14113 وحوالي 1486 شخص بالغ. هذا يعني أن المنظمة لديها عدد كبير للغاية من البالغين مقارنة بذلك عدد المشاركين الشباب مع نسبة أكثر من 1 الكبار: 3 شبان.